# Guixers
Guixers – gmina w Hiszpanii, w prowincji Lleida, w Katalonii, o powierzchni 65,22 km². W 2011 roku gmina liczyła 132 mieszkańców.